# José Sebastião Neto
José Sebastião de Almeida Neto O.F.M.Disc. (ur. 8 lutego 1841 w Lagos, zm. 7 grudnia 1920 w Villarino) – portugalski duchowny katolicki, patriarcha Lizbony i kardynał.

## Życiorys
Do kapłaństwa przygotowywał się w seminarium w rodzinnej diecezji Faro. 1 kwietnia 1865 otrzymał święcenia kapłańskie. W latach 1873–1875 był koadiutorem parafialnego kościoła św. Sebastiana w Boliqueime. W 1875 wstąpił do zakonu alkantarzystów (franciszkanów bosych). Przybrał imię Józef od Najświętszego Serca Jezusowego. W 1897 jego zakon połączono z franciszkanami.
22 września 1879 otrzymał nominację na biskupa Angoli i Konga. Sakrę otrzymał dopiero w kwietniu przyszłego roku z rąk ówczesnego nuncjusza w Portugalii Gaetano Aloisi Masella (przyszłego kardynała). 9 sierpnia 1883 został patriarchą Lizbony. W marcu następnego roku otrzymał kapelusz kardynalski z tytułem prezbitera SS. XII Apostoli z rąk papieża Leona XIII. Od 22 lipca 1902 był kardynałem protoprete. Brał udział w konklawe 1903 i 1914 roku. W 1907 zrezygnował z urzędu patriarchy, osiadając w jednym z klasztorów swego zakonu. W 1910 przeniósł się do Hiszpanii i zamieszkał w konwencie w Loreto pod Sewillą. Pochowany w grobowcu biskupów Tui w Galicji.